# Felix Vening Meinesz
Felix Andries Vening Meinesz (Schéveningue 30 juillet 1887 - Amersfoort 10 août 1966) est un géophysicien et géodésien néerlandais. Il est connu pour l'invention d'une méthode précise de mesure de la pesanteur qu'il a ensuite appliquée lors de campagnes de mesures gravimétriques du plancher océanique. Les anomalies gravimétriques qu'il découvre seront attribuées à la tectonique des plaques dans les années 1960.

## Biographie
Le père de Vening Meinesz, Sjoerd Anne Meinesz, était maire, d'abord de Rotterdam puis d'Amsterdam. Felix grandit dans un environnement protégé. En 1910 il obtient son diplôme d'ingénieur à Delft, la même année il commence à travailler au levé gravimétrique des Pays-Bas. En 1915 il écrit sa thèse en prenant comme sujet les défauts des gravimètres utilisés à cette époque et à l'amélioration de leurs précisions.
Les levés gravimétriques aux Pays-Bas pose des problèmes particuliers dus à l'instabilité du sol, celui-ci meuble parfois jusqu'à une profondeur de dix mètres transmet facilement toute perturbation. Une simple tempête en mer du Nord provoque des micro-séismes suffisant pour nuire à la précision des mesures gravimétriques. Meinesz conçoit alors un nouveau gravimètre qui est construit à l'Institut royal météorologique des Pays-Bas (Koninklijk Nederlands Meteorologisch Instituut ou KNMI). Son idée est d'utiliser deux pendules qui oscillent dans le même plan mais en opposition de phase. La moyenne des durées d'oscillations est alors indépendante du mouvement du support, qu'il s'agisse de mouvement communiqué au support par un déplacement du sol, ou bien par l'action des pendules eux-mêmes sur ce support. L'appareil complet est constitué de deux fois deux pendules, les pendules de chaque groupe oscille dans le même plan et les deux groupes sont perpendiculaires l'un à l'autre.
L'accroissement de la précision de la mesure de la gravité locale rend possible des campagnes destinées à déterminer la forme du géoïde. Entre 1923 et 1930, Meinesz effectue quatre campagnes de mesures dans un mini sous-marin dans les eaux des Indes orientales néerlandaises. Le choix d'un sous-marin est fait pour éliminer les perturbations apportées par les vagues sur un bateau. La grande taille de Meinesz, près de deux mètres, ne facilite pas le travail. À partir de la seconde campagne, l'appareillage est modifié, les mesures sont faites par la prise de photographie de la position des pendules et trois pendules sont utilisés en place de deux. Ces mesures ne seront pleinement comprises que dans les années 1960. Un film est produit à partir d'une de ces expéditions en 1935, ce film apporte à Meinesz la notoriété auprès du grand public des Pays-Bas.
En 1927 il devient professeur de à temps partiel de géodésie, cartographie et géophysique à l'université d'Utrecht puis en 1937 à celle de Delft. Pendant la Seconde Guerre mondiale, Vening Meinesz participe à la résistance hollandaise. Après la guerre il reprend ses taches de professeur à nouveau.
Vening Meinesz meurt le 10 août 1966 des suites d'une fracture de la hanche provoqué par une chute à son domicile.

## Recherches et découvertes
La principale retombée du levé gravimétrique des Pays-Bas est la mise au point d'un gravimètre moins sensible aux perturbations causées par les mouvements du sol, mais aussi causé par les oscillations du pendule lui-même. Ces améliorations rendent possible des mesures plus précises effectuées sur un bateau ou dans un sous-marin. Avant cette avancée les mesures en mer étaient dérivées d'appareils basés sur des principes barométriques auxquels ils manquaient la précision des instruments utilisés sur Terre. En Asie du Sud-Est les mesures montrent des anomalies gravimétriques qui ne sont manifestement pas dû au hasard. Ces anomalies négatives forment une ligne sur près de 7 000 km et moins de 50 km de large. Cette ligne épouse le tracé de la fosse océanique longeant les côtes. En particulier, il découvre la dépression du géoïde de l'océan Indien en 1948.
Ces résultats sont d'abord discutés aux Pays-Bas, avec Johannes Herman Frederik Umbgrove, Berend George Escher et Philip Kuenen, puis de façon plus élargie. Des anomalies similaires sont détectés le long des grandes fosses océaniques. Bien que ces mesures semble remettre en cause le principe d'isostasie, Vening Meinesz finit par conclure que ces anomalies sont provoquées par des forces de compression agissant latéralement et localement sur les croûtes terrestres et océaniques. Dans les années 1930 il conclut que la théorie de la contraction de la Terre est à l'origine de ces forces. Bien qu'il mentionne aussi la théorie d'Alfred Wegener, il ne considère pas que la croûte puisse être mobile autrement que localement. Les mesures ne seront réellement expliquées qu'après l'introduction de la tectonique des plaques dans les années 1960.

## Honneurs
Portent son nom
- un gravimètre appelé pendule de Vening Meinesz ou fréquemment dutch pendulum dans la littérature scientifique
- Un modèle d'isostasie utilisé en géodésie.
- Une médaille de l'Union européenne des géosciences.
- Une école de recherche à l'université d'Utrecht.
- le cratère Vening Meinesz (en) sur la Lune.

Récompense, entre autres
- Médaille William-Bowie
- Médaille Wollaston
- Médaille Alexander-Agassiz
- Prix Vetlesen
- Président de l'Association internationale de géodésie de 1933 à 1945
- Président de l'Union géodésique et géophysique internationale de 1948 à 1951